# Tipula buboda
Tipula buboda är en tvåvingeart som beskrevs av Yang 1992. Tipula buboda ingår i släktet Tipula och familjen storharkrankar. Inga underarter finns listade i Catalogue of Life.